# Jerry Marcoss
Jerry Rakotondramiarana, connu sous le nom d'artiste Jerry Marcoss, est un chanteur et compositeur de kawitry, mangaliba et salegy. Il est né à Antalaha à Madagascar en 1980. Jerry Marcoss est célèbre pour avoir popularisé à l'échelle nationale le fameux "à gauche-à droite, patsy-patsa" et le kawitry, genre musical de la côté nord-est populaire chez les Betsimisarakas. Il est surnommé le Roi du kawitry par la presse malgache.

## Biographie
Depuis qu'il a commencé sa carrière en 2001, Jerry Marcoss a réalisé cinq albums et se produit régulièrement dans tout Madagascar et en Europe. Artiste dynamique, il se démarque par des paroles positives dans ses chansons, qui sont plus universellement compréhensibles que beaucoup de ses pairs qui chantent en betsimisaraka, le dialecte du nord de la côte est.
En 2006, il gagne le prix de l'artiste le plus chaud[pas clair] de l'année (« Artiste mafana de l'année »). Il reçoit plusieurs autres prix, est distingué dans des compétitions musicales annuelles organisées par Radio France internationale et collabore fréquemment avec d'autres artistes malgaches populaires.
En 2011, Jerry Marcoss enregistre une chanson pour apporter son soutien à Andry Rajoelina, alors président de la Haute Autorité de Transition (en) après une arrivée au pouvoir non constitutionnelle à la suite de la crise politique de 2009. La chanson est diffusée dans un nombre important d'événements officiels pour attirer la foule.
En 2012, Jerry Marcoss participe à une campagne lancée par le département d'État des États-Unis à Madagascar afin de promouvoir la conservation et l'écotourisme dans le parc national de Ranomafana, pour encourager le tourisme intérieur. Il tourne un clip dans le parc.